# Jeanne Juilla
Jeanne Juilla (Villeneuve-sur-Lot, 21 agosto 1910 – Saint-Aubin-lès-Elbeuf, 4 settembre 1996) è stata una modella francese, vincitrice del titolo di Miss Garonne 1930 Miss Francia 1931 e Miss Europa 1931.
È stata l'ottava vincitrice del concorso, eletta Miss Francia a Parigi, e la prima rappresentante della Francia a vincere il titolo di Miss Europa.